# Чупий, Василий Васильевич
Василий Васильевич Чупий (1919—2003) — советский хозяйственный, государственный и политический деятель.

## Биография
Родился в 1919 году в Красноярске.
В 1942 году окончил Сибирский металлургический институт, инженер-металлург. Член ВКП(б) с 1944 года. В 1948 году окончил Высшую партийную школу при ЦК ВКП(б).
С 1942 года — на хозяйственной, общественной и политической работе. В 1942—1945 гг. — 1-й секретарь Сталинского городского комитета ВЛКСМ. В 1948—1950 годах — 2-й секретарь Кемеровского областного комитета ВЛКСМ, ответственный организатор ЦК ВЛКСМ.
В 1950—1984 годах — 1-й секретарь ЦК ЛКСМ Карело-Финской ССР, секретарь Петрозаводского окружного комитета КП Карело-Финской ССР, первый секретарь Петрозаводского горкома КПСС, заведующий Промышленно-транспортным отделом, 2-й секретарь Карельского областного комитета КПСС
Избирался депутатом Верховного Совета РСФСР 6-го, 7-го, 8-го, 9-го и 10-го созывов.
Умер в 2003 году в Петрозаводске.